# Nassau County, Florida
Nassau County är ett administrativt område i delstaten Florida, USA, med 73 314 invånare. Den administrativa huvudorten (county seat) är Fernandina Beach.

## Geografi
Enligt United States Census Bureau har countyt en total area på 1 880 km². 1 688 km² av den arean är land och 192 km² är vatten.

### Angränsande countyn
- Camden County, Georgia - nord
- Duval County, Florida - syd
- Baker County, Florida - sydväst
- Charlton County, Georgia - väst